# Elise Mertensová
Elise Mertensová (* 17. listopadu 1995 Lovaň) je belgická profesionální tenistka. V letech 2021–2024 byla světovou jedničkou ve čtyřhře. V devíti obdobích na čele strávila třicet devět týdnů. Na grandslamu se stala pětinásobnou vítězkou ženské čtyřhry, když triumfovala po boku Aryny Sabalenkové na US Open 2019 a Australian Open 2021, s Tchajwankou Sie Šu-wej ve Wimbledonu 2021 a Australian Open 2024 a Veronikou Kuděrmetovovou ve Wimbledonu  2025. Ve své dosavadní kariéře na okruhu WTA Tour vyhrála deset singlových a dvacet dva deblových turnajů, včetně dvou „doublů“ z australského Hobart International 2018 a švýcarského Ladies Open Lugano 2018. Připsala si také deblový Sunshine doublu 2019. V rámci okruhu ITF získala jedenáct titulů ve dvouhře a třináct ve čtyřhře.
Na žebříčku WTA byla ve dvouhře nejvýše klasifikována v listopadu 2018 na 12. místě a ve čtyřhře v květnu 2021 na 1. místě. V juniorské kombinované světové klasifikaci ITF nejvýše figurovala v roce 2013 na 7. příčce. Trénuje je ji Christopher Heyman. Dříve tuto roli plnili Alexander Kneepkens, Robbie Ceyssens, Dieter Kindlmann, Daniel Goffin, Philippe Dehaes a Rick Vleeshouwers. Připravuje se v tenisové akademii Kim Clijstersové.
V belgickém týmu Billie Jean King Cupu debutovala v roce 2017 bukurešťským čtvrtfinálem 2. světové skupiny proti Rumunsku, v němž vyhrála dvouhru nad Irinou-Camelií Beguovou. Belgičanky zvítězily 3:1 na zápasy. Do listopadu 2024 v soutěži nastoupila k deseti mezistátním utkáním s bilancí 9–5 ve dvouhře a 4–2 ve čtyřhře.

## Tenisová kariéra
Na juniorce Grand Slamu si zahrála čtvrtfinále dvouhry na Australian Open 2013 a ve Wimbledonu 2013, kde ji zastavila Američanka Louisa Chiricová. V rámci hlavních soutěží událostí okruhu ITF debutovala v dubnu 2010, když do čtyřhry turnaje v belgickém Torhoutu s dotací 50 tisíc dolarů obdržela v páru s Elke Lemmensovou divokou kartu. V prvním kole podlehly belgické dvojici Sofie Oyenová a An-Sophie Mestachová. V červenci téhož roku si na události ITF s dotací 10 tisíc dolarů v Bree zahrála první singlový zápas, z něhož odešla poražena od krajanky Michaely Boevové.

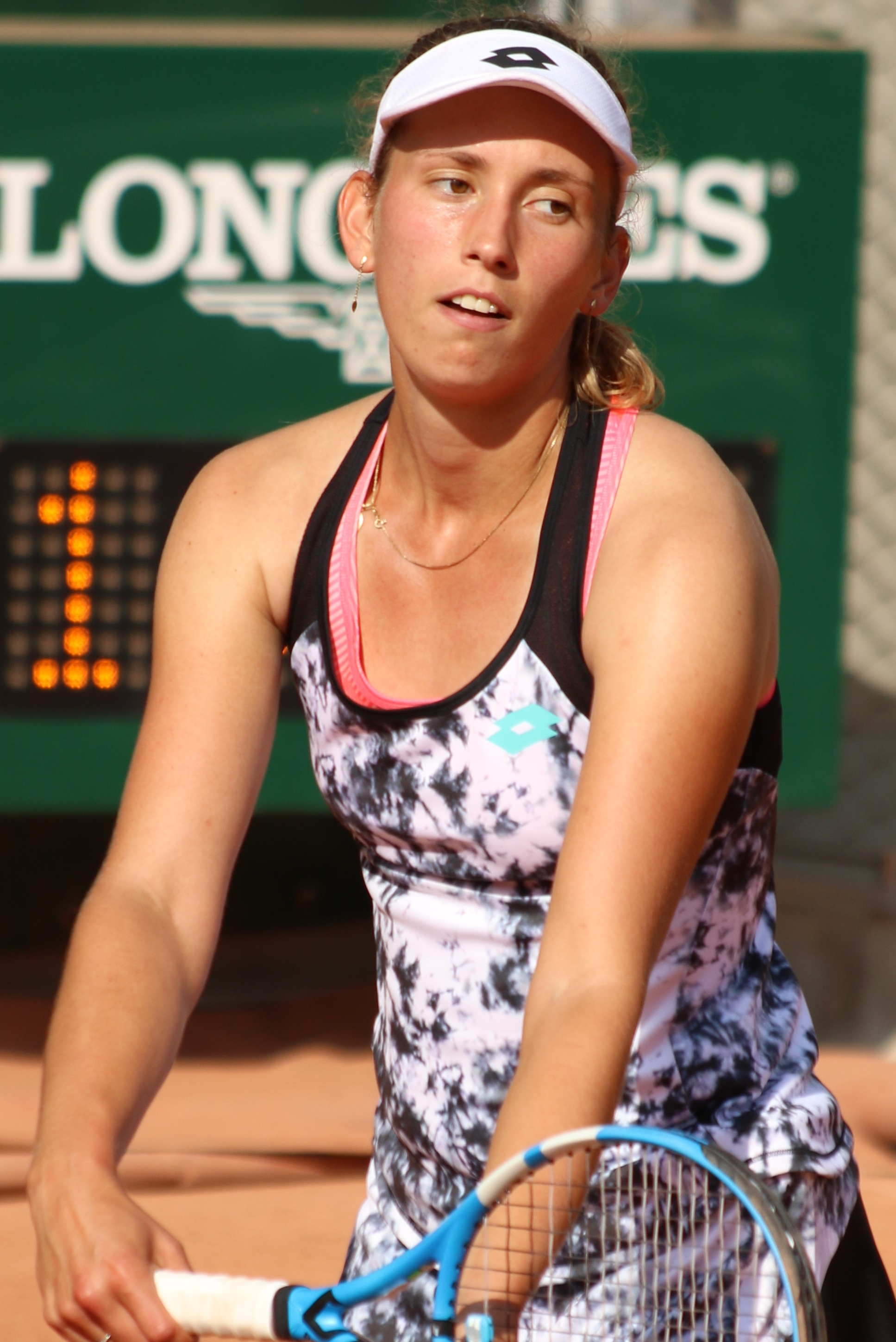
Na French Open 2018 podlehla v osmifinále světové jedničce a pozdější vítězce Halepové

Ve čtyřhře okruhu WTA Tour debutovala na srpnovém Copa Colsanitas 2015, kde hrála po boku Slovinky Nastji Kolarové. Na úvod podlehly čtvrtému nasazenému páru Elena Bogdanová a Nicole Melicharová. Premiérové finále na túře WTA odehrála na lednovém ASB Classic 2016 a Barbora Strýcová, kde spolu s Anou-Sophií Mestachovou prošly do závěrečného boje o titul, v němž zdolaly černohorsko-českou dvojici Danka Kovinićová a Barbora Strýcová. Debut na grandslamu zaznamenala v kvalifikaci dvouhry Wimbledonu 2015, kde po výhrách nad Maríou Irigoyenovou a Katerynou Bondarenkovou postoupila do třetího, závěrečného kola. Do hlavní soutěže však neprošla po porážce od Petry Cetkovské.
Začátkem sezóny 2017 získala první singlový titul okruhu WTA Tour, když jako kvalifikantka porazila ve finále australského Hobart International 2017 turnajovou trojku Monica Niculescuovou z Rumunska po jednoznačném průběhu. Přitom chtěla ve 2. kole z turnaje odstoupit, aby stihla kvalifikaci ženské dvouhry Australian Open 2017, jenže její soupeřka Američanka Sachia Vickeryová měla podobné plány a po prvním gemu stihla skrečovat dříve. Do sezóny 2018 vstoupila mistrovstvím světa smíšených družstev, Hopman Cupem 2018, na němž debutovala v belgickém týmu po boku světové jedenáctky Davida Goffina. Po prohře od Angelique Kerberové zvítězila nad Gavrilovovou a Eugenií Bouchardovou. Belgičané však těsně obsadili druhé – první nepostupové, místo základní skupiny.
Z Perthu odjela na Hobart International 2018, kde obhájila singlovou trofej ve finále přerušovaném deštěm. V něm přehrála rumunskou 29letou hráčku a 57. ženu žebříčku Mihaelu Buzărnescuovou po třísetovém průběhu. Stala se tak první hráčkou na Hobart International, jíž se podařilo vyhrát dva tituly. Navíc triumfovala i v soutěži čtyřhry s Nizozemkou Demi Schuursovou po vítězství nad ukrajinsko-japonskými turnajovými čtyřkami Ljudmylou Kičenokovou a Makoto Ninomijovou.

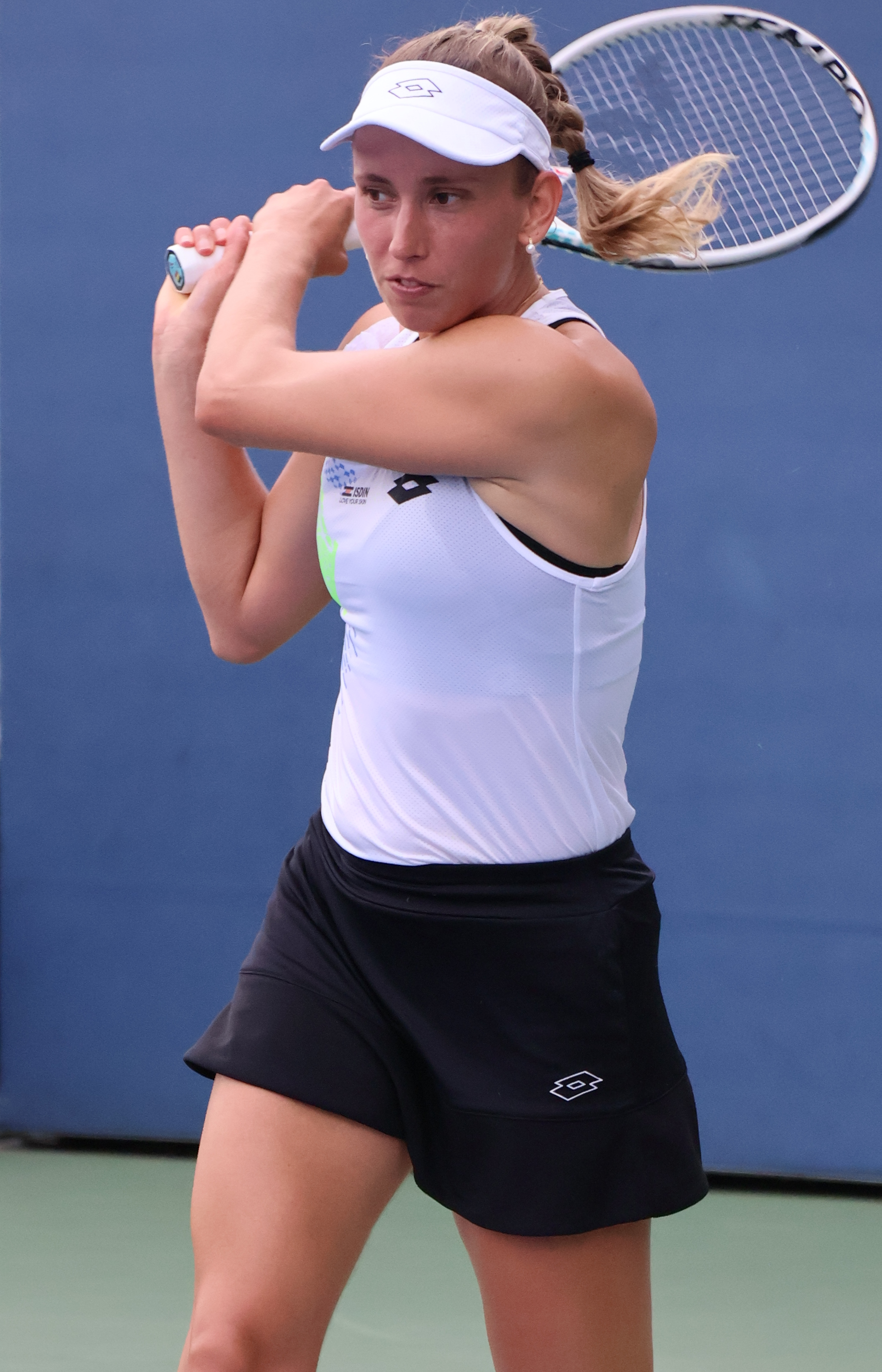
Bekhend na US Open 2023

Navazující melbournský Australian Open 2018 pro ni znamenal premiérovou účast v grandslamovém čtvrtfinále i následném semifinále, čímž se stala první Belgičankou v této fázi Grand Slamu od Kirsten Flipkensové a Wimbledonu 2013. Ve druhém kole vyřadila dvacátou třetí nasazenou Australanku Darju Gavrilovovou, aby pokračovala na vítězné vlně s Francouzkou Alizé Cornetovou i Chorvatkou Petru Martićovou. Ani ve čtvrtfinále ji nezastavila ukrajinská světová čtyřka Elina Svitolinová, jíž ve druhé sadě uštědřila „kanára“. Navýšila tak neporazitelnost na devět zápasů a na cestě do semifinále v Melbourne Parku neztratila žádný set. V něm však nenašla recept na dánskou světovou dvojku Caroline Wozniackou, jíž podlehla ve dvou setech, přestože zahrála o tři vítězné údery méně. Rozhodl však nízký počet chyb Dánky, která vyprodukovala o šestnáct nevynucených chyb méně. Mertensová měla po sérii deseti vítězných míčů v závěru druhé sady dva setboly, které nevyužila. Šňůra 10zápasové neporazitelnosti tak pro ni skončila, ovšem bodový zisk ze dvou lednových turnajů ji poprvé v kariéře zajistil posun do elitní světové dvacítky.
Na dubnovém Ladies Open Lugano 2018 vybojovala druhý „double“ kariéry. Ve finále dvouhry zdolala běloruskou 19letou teenagerku Arynu Sabalenkovou, figurující na 61. příčce klasifikace, po dvousetovém průběhu a připsala si třetí singlovou trofej. Po boku krajanky Kirsten Flipkensové pak ovládly i čtyřhru. Bodový zisk ji po turnaji posunul na nová kariérní maxima, když figurovala na 17. místě singlového a 30. místě deblového žebříčku WTA. Antukovou neporazitelnost navýšila na dvanáct utkání navazující týden, kdy se objevila na rabatském Grand Prix SAR La Princesse Lalla Meryem 2018. V soutěži splnila roli nejvýše nasazené, aby po hladké výhře nad Tchajwankou Sie Šu-wej prošla do pátého kariérního finále. V něm zdolala Australanku Ajlu Tomljanovićovou po dvousetovém průběhu a opět posunula žebříčkové maximum, když jí ve dvouhře patřila 16. příčka.
S Běloruskou Arynou Sabalenkovou vyhrála čtyřhru na BNP Paribas Open 2019 a Miami Open 2019. Staly se tak historicky pátou dvojicí, která zvítězila na obou březnových amerických turnajích v jedné sezóně, označovaných za „Sunshine double“. Jako pár odehrály teprve druhý a třetí turnaj. Premiérové grandslamové finále si zahrála v ženské čtyřhře US Open 2019, do níž nastoupila s Běloruskou Arynou Sabalenkovou. Ve finále přehrály bělorusko-australské turnajové osmičky Viktoriji Azarenkovou s Ashleigh Bartyovou po zvládnutých koncovkách obou setů. Devátý deblový titul na okruhu WTA Tour znamenal posun na 2. místo žebříčku WTA ve čtyřhře. Jubilejní desátou trofej z dvouhry WTA získala na Libéma Open 2025 po finálové výhře nad rumunskou kvalifikantkou Elenou-Gabrielou Ruseovou. Prvním triumfem na trávě zkompletovala tituly ze všech povrchů okruhu, když v předchozí kariéře zvítězila na antuce i tvrdém podkladu. Již v semifinále vyrovnala rekord 21. století 11 odvrácenými mečboly postupující hráčkou v jediném zápasu, když nedovolila uzavřít utkání dvojnásobné šampionce turnaje Jekatěrině Alexandrovové. Vyrovnala tím rekordní hodnotu Gubacsiové z úvodního kola French Open 2001.

## Finále na Grand Slamu

### Ženská čtyřhra: 7 (5–2)
| Stav       | rok  | turnaj              | povrch | spoluhráčka            | soupeřky ve finále                      | výsledek      |
| ---------- | ---- | ------------------- | ------ | ---------------------- | --------------------------------------- | ------------- |
| Vítězka    | 2019 | US Open             | tvrdý  | Aryna Sabalenková      | Viktoria Azarenková Ashleigh Bartyová   | 7–5, 7–5      |
| Vítězka    | 2021 | Australian Open     | tvrdý  | Aryna Sabalenková      | Barbora Krejčíková Kateřina Siniaková   | 6–2, 6–3      |
| Vítězka    | 2021 | Wimbledon           | tráva  | Sie Šu-wej             | Veronika Kuděrmetovová Jelena Vesninová | 3–6, 7–5, 9–7 |
| Finalistka | 2022 | Wimbledon           | tráva  | Čang Šuaj              | Barbora Krejčíková Kateřina Siniaková   | 2–6, 4–6      |
| Finalistka | 2023 | Wimbledon           | tráva  | Storm Hunterová        | Sie Šu-wej Barbora Strýcová             | 5–7, 4–6      |
| Vítězka    | 2024 | Australian Open (2) | tvrdý  | Sie Šu-wej             | Ljudmyla Kičenoková Jeļena Ostapenková  | 6–1, 7–5      |
| Vítězka    | 2025 | Wimbledon (2)       | tráva  | Veronika Kuděrmetovová | Sie Šu-wej Jeļena Ostapenková           | 3–6, 6–2, 6–4 |

## Finále Turnaje mistryň

### Čtyřhra: 2 (1–1)
| Stav       | rok  | turnaj                                | povrch    | spoluhráčka            | soupeřky ve finále                    | výsledek         |
| ---------- | ---- | ------------------------------------- | --------- | ---------------------- | ------------------------------------- | ---------------- |
| Finalistka | 2021 | WTA Finals, Guadalajara, Mexiko       | tvrdý     | Sie Šu-wej             | Barbora Krejčíková Kateřina Siniaková | 3–6, 4–6         |
| Vítězka    | 2022 | WTA Finals, Fort Worth, Spojené státy | tvrdý (h) | Veronika Kuděrmetovová | Barbora Krejčíková Kateřina Siniaková | 6–2, 4–6, [11–9] |

## Finále na okruhu WTA Tour
| Legenda                                          |
| ------------------------------------------------ |
| D – dvouhra; Č – čtyřhra                         |
| Grand Slam (5–2 Č)                               |
| Turnaj mistryň (1–1 Č)                           |
| Premier Mandatory & Premier 5 / WTA 1000 (7–6 Č) |
| Premier / WTA 500 (2–0 D; 2–1 Č)                 |
| International / WTA 250 (8–6 D; 7–4 Č)           |

### Dvouhra: 16 (10–6)
| Stav       | č.  | datum              | turnaj                       | kategorie     | povrch    | soupeřka ve finále     | výsledek      |
| ---------- | --- | ------------------ | ---------------------------- | ------------- | --------- | ---------------------- | ------------- |
| Vítězka    | 1.  | 14. ledna 2017     | Hobart, Austrálie            | International | tvrdý     | Monica Niculescuová    | 6–3, 6–1      |
| Finalistka | 1.  | 30. dubna 2017     | Istanbul, Turecko            | International | antuka    | Elina Svitolinová      | 2–6, 4–6      |
| Vítězka    | 2.  | 13. ledna 2018     | Hobart, Austrálie (2)        | International | tvrdý     | Mihaela Buzărnescuová  | 6–1, 4–6, 6–3 |
| Vítězka    | 3.  | 14. dubna 2018     | Lugano, Švýcarsko            | International | antuka    | Aryna Sabalenková      | 7–5, 6–2      |
| Vítězka    | 4.  | 6. května 2018     | Rabat, Maroko                | International | antuka    | Ajla Tomljanovićová    | 6–2, 7–6(7–4) |
| Vítězka    | 5.  | 16. února 2019     | Dauhá, Katar                 | Premier       | tvrdý     | Simona Halepová        | 3–6, 6–4, 6–3 |
| Finalistka | 2.  | 16. srpna 2020     | Praha, Česko                 | International | antuka    | Simona Halepová        | 2–6, 5–7      |
| Finalistka | 3.  | 15. listopadu 2020 | Linec, Rakousko              | International | tvrdý (h) | Aryna Sabalenková      | 5–7, 2–6      |
| Vítězka    | 6.  | 7. února 2021      | Melbourne, Austrálie         | WTA 500       | tvrdý     | Kaia Kanepiová         | 6–4, 6–1      |
| Finalistka | 4.  | 25. dubna 2021     | Istanbul, Turecko            | WTA 250       | antuka    | Sorana Cîrsteaová      | 1–6, 6–7(3–7) |
| Vítězka    | 7.  | 9. října 2022      | Monastir, Tunisko            | WTA 250       | tvrdý     | Alizé Cornetová        | 6–2, 6–0      |
| Vítězka    | 8.  | 22. října 2023     | Monastir, Tunisko (2)        | WTA 250       | tvrdý     | Jasmine Paoliniová     | 6–3, 6–0      |
| Finalistka | 5.  | 13. ledna 2024     | Hobart, Austrálie            | WTA 250       | tvrdý     | Emma Navarrová         | 1–6, 6–4, 5–7 |
| Finalistka | 6.  | 11. ledna 2025     | Hobart, Austrálie            | WTA 250       | tvrdý     | McCartney Kesslerová   | 4–6, 6–3, 0–6 |
| Vítězka    | 9.  | 2. února 2025      | Singapur                     | WTA 250       | tvrdý     | Ann Liová              | 6–1, 6–4      |
| Vítězka    | 10. | 15. června 2025    | 's-Hertogenbosch, Nizozemsko | WTA 250       | tráva     | Elena-Gabriela Ruseová | 6–3, 7–6(7–3) |

### Čtyřhra: 36 (22–14)
| Stav       | č.  | datum              | turnaj                                    | kategorie         | povrch    | spoluhráčka            | soupeřky ve finále                         | výsledek                 |
| ---------- | --- | ------------------ | ----------------------------------------- | ----------------- | --------- | ---------------------- | ------------------------------------------ | ------------------------ |
| Vítězka    | 1.  | 9. ledna 2016      | Auckland, Nový Zéland                     | International     | tvrdý     | An-Sophie Mestachová   | Danka Kovinićová Barbora Strýcová          | 2–6, 6–3, [10–5]         |
| Finalistka | 1.  | 30. dubna 2017     | Istanbul, Turecko                         | International     | antuka    | Nicole Melicharová     | Dalila Jakupovićová Nadija Kičenoková      | 6–7 (6–8) , 2–6          |
| Finalistka | 2.  | 23. července 2017  | Bukurešť, Rumunsko                        | International     | antuka    | Demi Schuursová        | Irina-Camelia Beguová Raluca Olaruová      | 3–6, 3–6                 |
| Vítězka    | 2.  | 23. září 2017      | Kanton, Čína                              | International     | tvrdý     | Demi Schuursová        | Monique Adamczaková Storm Sandersová       | 6–2, 6–3                 |
| Vítězka    | 3.  | 13. ledna 2018     | Hobart, Austrálie                         | International     | tvrdý     | Demi Schuursová        | Ljudmyla Kičenoková Makoto Ninomijová      | 6–2, 6–2                 |
| Vítězka    | 4.  | 14. dubna 2018     | Lugano, Švýcarsko                         | International     | antuka    | Kirsten Flipkensová    | Věra Lapková Aryna Sabalenková             | 6–1, 6–3                 |
| Vítězka    | 5.  | 16. června 2018    | 's Hertogenbosch, Nizozemsko              | International     | tráva     | Demi Schuursová        | Kiki Bertensová Kirsten Flipkensová        | 3–3skreč                 |
| Finalistka | 3.  | 24. června 2018    | Birmingham, Spojené království            | Premier           | tráva     | Demi Schuursová        | Tímea Babosová Kristina Mladenovicová      | 6–4, 3–6, [8–10]         |
| Finalistka | 4.  | 19. srpna 2018     | Cincinnati, Spojené státy                 | Premier 5         | tvrdý     | Demi Schuursová        | Jekatěrina Makarovová Lucie Hradecká       | 2–6, 5–7                 |
| Vítězka    | 6.  | 29. září 2018      | Wu-chan, Čína                             | Premier 5         | tvrdý     | Demi Schuursová        | Barbora Strýcová Andrea Sestini Hlaváčková | 6–3, 6–3                 |
| Vítězka    | 7.  | 17. března 2019    | Indian Wells, Spojené státy               | Premier Mandatory | tvrdý     | Aryna Sabalenková      | Barbora Krejčíková Kateřina Siniaková      | 6–3, 6–2                 |
| Vítězka    | 8.  | 31. března 2019    | Miami, Spojené státy                      | Premier Mandatory | tvrdý     | Aryna Sabalenková      | Samantha Stosurová Čang Šuaj               | 7–6(7–5), 6–2            |
| Vítězka    | 9.  | 8. září 2019       | US Open, New York, Spojené státy          | Grand Slam        | tvrdý     | Aryna Sabalenková      | Viktoria Azarenková Ashleigh Bartyová      | 7–5, 7–5                 |
| Finalistka | 5.  | 28. září 2019      | Wu-chan, Čína                             | Premier 5         | tvrdý     | Aryna Sabalenková      | Tuan Jing-jing Veronika Kuděrmetovová      | 6–7(3–7), 2–6            |
| Vítězka    | 10. | 25. října 2020     | Ostrava, Česko                            | Premier           | tvrdý (h) | Aryna Sabalenková      | Gabriela Dabrowská Luisa Stefaniová        | 6–1, 6–3                 |
| Vítězka    | 11. | 19. února 2021     | Australian Open, Melborune, Austrálie     | Grand Slam        | tvrdý     | Aryna Sabalenková      | Barbora Krejčíková Kateřina Siniaková      | 6–2, 6–3                 |
| Vítězka    | 12. | 25. dubna 2021     | Istanbul, Turecko                         | WTA 250           | antuka    | Veronika Kuděrmetovová | Nao Hibinová Makoto Ninomijová             | 6–1, 6–1                 |
| Vítězka    | 13. | 10. července 2021  | Wimbledon, Londýn, Spojené království     | Grand Slam        | tráva     | Sie Šu-wej             | Veronika Kuděrmetovová Jelena Vesninová    | 3–6, 7–5, 9–7            |
| Vítězka    | 14. | 16. října 2021     | Indian Wells, Spojené státy (2)           | WTA 1000          | tvrdý     | Sie Šu-wej             | Veronika Kuděrmetovová Jelena Rybakinová   | 7–6(7–1), 6–3            |
| Finalistka | 6.  | 17. listopadu 2021 | Guadalajara, Mexiko                       | Turnaj mistryň    | tvrdý     | Sie Šu-wej             | Barbora Krejčíková Kateřina Siniaková      | 3–6, 4–6                 |
| Vítězka    | 15. | 19. února 2022     | Dubaj, Spojené arabské emiráty            | WTA 500           | tvrdý     | Veronika Kuděrmetovová | Ljudmyla Kičenoková Jeļena Ostapenková     | 6–1, 6–3                 |
| Finalistka | 7.  | 25. února 2022     | Dauhá, Katar                              | WTA 1000          | tvrdý     | Veronika Kuděrmetovová | Coco Gauffová Jessica Pegulaová            | 3–6, 7–5, [5–10]         |
| Finalistka | 8.  | 3. dubna 2022      | Miami, Spojené státy                      | WTA 1000          | tvrdý     | Veronika Kuděrmetovová | Laura Siegemundová Věra Zvonarevová        | 6–7(3–7), 5–7            |
| Finalistka | 9.  | 11. června 2022    | 's-Hertogenbosch, Nizozemsko              | WTA 250           | tráva     | Veronika Kuděrmetovová | Ellen Perezová Tamara Zidanšeková          | 3–6, 7–5, [11–12]        |
| Finalistka | 10. | 19. června 2022    | Birmingham, Spojené království            | WTA 250           | tráva     | Čang Šuaj              | Ljudmyla Kičenoková Jeļena Ostapenková     | bez boje                 |
| Finalistka | 11. | 10. července 2022  | Wimbledon, Londýn, Spojené království     | Grand Slam        | tráva     | Čang Šuaj              | Barbora Krejčíková Kateřina Siniaková      | 2–6, 4–6                 |
| Vítězka    | 16. | 7. listopadu 2022  | Fort Worth, Spojené státy                 | Turnaj mistryň    | tvrdý (h) | Veronika Kuděrmetovová | Barbora Krejčíková Kateřina Siniaková      | 6–2, 4–6, [11–9]         |
| Vítězka    | 17. | 20. května 2023    | Řím, Itálie                               | WTA 1000          | antuka    | Storm Hunterová        | Coco Gauffová Jessica Pegulaová            | 6–4, 6–4                 |
| Finalistka | 12. | 16. července 2023  | Wimbledon, Londýn, Spojené království     | Grand Slam        | tráva     | Storm Hunterová        | Sie Šu-wej Barbora Strýcová                | 5–7, 4–6                 |
| Vítězka    | 18. | 23. září 2023      | Guadalajara, Mexiko                       | WTA 1000          | tvrdý     | Storm Hunterová        | Gabriela Dabrowská Erin Routliffeová       | 3–6, 6–2, [10–4]         |
| Vítězka    | 19. | 28. ledna 2024     | Australian Open, Melborune, Austrálie (2) | Grand Slam        | tvrdý     | Sie Šu-wej             | Ljudmyla Kičenoková Jeļena Ostapenková     | 6–1, 7–5                 |
| Vítězka    | 20. | 16. března 2024    | Indian Wells, Spojené státy (3)           | WTA 1000          | tvrdý     | Sie Šu-wej             | Storm Hunterová Kateřina Siniaková         | 6–3, 6–4                 |
| Vítězka    | 21. | 23. června 2024    | Birmingham, Spojené království            | WTA 250           | tráva     | Sie Šu-wej             | Miju Katová Čang Šuaj                      | 6–1, 6–3                 |
| Finalistka | 13. | 4. května 2025     | Madrid, Španělsko                         | WTA 1000          | antuka    | Veronika Kuděrmetovová | Sorana Cîrsteaová Anna Kalinská            | 7–6(12–10), 2–6, [10–12] |
| Finalistka | 14. | 18. května 2025    | Řím, Itálie                               | WTA 1000          | antuka    | Veronika Kuděrmetovová | Sara Erraniová Jasmine Paoliniová          | 4–6, 5–7                 |
| Vítězka    | 22. | 13. července 2025  | Wimbledon, Londýn, Spojené království (2) | Grand Slam        | tráva     | Veronika Kuděrmetovová | Sie Šu-wej Jeļena Ostapenková              | 3–6, 6–2, 6–4            |

## Finále série WTA 125
| Legenda                  |
| ------------------------ |
| D – dvouhra; Č – čtyřhra |
| WTA 125 (0–1 Č)          |

### Čtyřhra: 1 (0–1)
| Stav       | č. | datum              | turnaj               | povrch      | spoluhráčka        | soupeřky ve finále                | výsledek |
| ---------- | -- | ------------------ | -------------------- | ----------- | ------------------ | --------------------------------- | -------- |
| Finalistka | 1. | 22. listopadu 2015 | Tchaj-pej, Tchaj-wan | koberec (h) | Marina Melnikovová | Kanae Hisamiová Kotomi Takahatová | 1–6, 2–6 |

## Finále na okruhu ITF
| 100 000 $ tournaments |
| 75 000 $ tournaments  |
| 50 000 $ tournaments  |
| 25 000 $ tournaments  |
| 15 000 $ tournaments  |
| 10 000 $ tournaments  |

### Dvouhra: 13 (11–2)
| Stav       | č.  | datum             | turnaj                            | povrch    | soupeřka ve finále           | výsledek           |
| ---------- | --- | ----------------- | --------------------------------- | --------- | ---------------------------- | ------------------ |
| Vítězka    | 1.  | 21. dubna 2013    | Šarm aš-Šajch, Egypt              | tvrdý     | Arabela Fernández Rabenerová | 6–4, 6–3           |
| Vítězka    | 2.  | 14. října 2013    | Šarm aš-Šajch, Egypt              | tvrdý     | Klaartje Liebensová          | 2–6, 6–2, 6–4      |
| Vítězka    | 3.  | 21. října 2013    | Šarm aš-Šajch, Egypt              | tvrdý     | Klaartje Liebensová          | 6–7(0–7), 6–1, 6–3 |
| Vítězka    | 4.  | 23. prosince 2013 | Istanbul, Turecko                 | tvrdý (h) | Karen Barbatová              | 7–5, 4–6, 6–4      |
| Vítězka    | 5.  | 17. března 2014   | Ponta Delgada, Portugalsko        | tvrdý     | Bárbara Luzová               | 6–2, 6–4           |
| Finalistka | 1.  | 25. května 2014   | Hilton Head Island, Spojené státy | tvrdý     | Caitlin Whoriskeyová         | 3–6, 6–7(5–7)      |
| Vítězka    | 6.  | 8. června 2014    | El Paso, Spojené státy            | tvrdý     | Ashley Weinholdová           | 6–1, 3–6, 6–4      |
| Vítězka    | 7.  | 28. června 2014   | Bangkok, Thajsko                  | tvrdý     | Lee Pei-chi                  | 6–3, 6–2           |
| Vítězka    | 8.  | 4. července 2014  | Bangkok, Thajsko                  | tvrdý     | Nungnadda Wannasuková        | 6–1, 6–1           |
| Finalistka | 2.  | 19. ledna 2015    | Daytona Beach, Spojené státy      | antuka    | Darja Kasatkinová            | 2–6, 6–4, 0–6      |
| Vítězka    | 9.  | 3. května 2015    | Pula, Itálie                      | antuka    | Yvonne Cavalléová Reimersová | 7–6(8–6), 6–4      |
| Vítězka    | 10. | 3. října 2015     | Ciudad Victoria, Mexiko           | tvrdý     | Amandine Hesseová            | 6–4, 6–3           |
| Vítězka    | 11. | 17. září 2016     | Atlanta, Spojené státy            | tvrdý     | Melanie Oudinová             | 6–4, 6–2           |

### Čtyřhra (14 titulů)
| č.  | datum             | turnaj                       | povrch    | spoluhráčka            | poražené finalistky                      | výsledek                   |
| --- | ----------------- | ---------------------------- | --------- | ---------------------- | ---------------------------------------- | -------------------------- |
| 1.  | 7. dubna 2013     | Šarm aš-Šajch, Egypt         | tvrdý     | Justine De Sutterová   | Alina Michejevová Jillian O'Neillová     | 6–1, 6–4                   |
| 2.  | 21. října 2013    | Šarm aš-Šajch, Egypt         | tvrdý     | Sandra Zaniewská       | Valerija Strachovová Karina Vendittiová  | 6–4, 6–7(5), 12–10         |
| 3.  | 23. prosince 2013 | Istanbul, Turecko            | tvrdý (h) | İpek Soyluová          | Juuki Tanaková Jekatěrina Jašinová       | 6–0, 7–6(7–3)              |
| 4.  | 17. března 2014   | Ponta Delgada, Portugalsko   | tvrdý     | Světlana Piraženková   | Tereza Malíková Pernilla Mendesová       | 6–1, 6–2                   |
| 5.  | 16. srpna 2014    | Westende, Belgie             | tvrdý     | Ysaline Bonaventureová | Marina Melnikovová Jevgenija Rodinová    | 6–2, 6–2                   |
| 6.  | 18. srpna 2014    | Wanfercée-Baulet, Belgie     | antuka    | Demi Schuursová        | Tatiana Búová Daniela Seguelová          | 6–2, 6–3                   |
| 7.  | 27. října 2014    | Šarm aš-Šajch, Egypt         | tvrdý     | Alice Matteucciová     | Ioana Loredana Roșcová Džulija Terzijská | 6–7(1–7), 7–6(7–4), [10–6] |
| 8.  | 29. června 2015   | Denain, France               | antuka    | İpek Soyluová          | Xenia Knollová Florencia Molinerová      | 7–6(7–3), 6–3              |
| 9.  | 3. srpna 2015     | Koksijde, Belgie             | antuka    | Demi Schuursová        | Justyna Jegiołková Sherazad Reixová      | 6–3, 6–2                   |
| 10. | 26. září 2015     | Monterrey, Mexiko            | tvrdý     | Ysaline Bonaventureová | Marina Melnikovová Mandy Minellaová      | 6–4, 3–6, [11–9]           |
| 11. | 3. října 2015     | Ciudad Victoria, Mexiko      | tvrdý     | Ysaline Bonaventureová | María Irigoyenová Barbora Krejčíková     | 6–4, 4–6, [10–6]           |
| 12. | 25. ledna 2016    | Andrézieux-Bouthéon, Francie | tvrdý (h) | An-Sophie Mestachová   | Viktorija Golubicová Xenia Knollová      | 6–4, 3–6, [10–7]           |
| 13. | 29. října 2016    | Tampico, Mexiko              | tvrdý     | Mihaela Buzărnescuová  | Usue Maitane Arconadová Katie Swanová    | 6–0, 6–2                   |